# Jøkulkyrkja
Jøkulkyrkja (tidigare: Kong Olavs fjell) är ett berg i Antarktis. Det ligger i Östantarktis. Norge gör anspråk på området. Toppen på Jøkulkyrkja är 3 148 meter över havet.
Terrängen runt Jøkulkyrkja är bergig norrut, men söderut är den kuperad. Jøkulkyrkja är den högsta punkten i trakten. Trakten är obefolkad. Det finns inga samhällen i närheten. 